# Grandma and the Bad Boys
Grandma and the Bad Boys è un cortometraggio muto del 1900 diretto da James H. White.
Il filmato è uno dei primi esempi di genere comico basati sul tema dei "ragazzini dispettosi", che tanta fortuna avrà nel cinema fin dalle origini. Gli interpreti (la nonna e i due ragazzini) non sono accreditati e non se ne conosce l'identità.

## Trama
Due ragazzini terribili riempiono per scherzo una lampada di farina, e si nascondono sotto una tavola per godersi la scena quando la nonna viene a prendere la lampada e la farina le si rovescia addosso. Per punizione essi stessi avranno la faccia immersa nella farina.

## Produzione
Il film fu prodotto dall'Edison Manufacturing Company.

## Distribuzione
Distribuito dall'Edison Manufacturing Company, uscì nelle sale cinematografiche USA nel dicembre 1899..